# Kalwaria Zebrzydowska

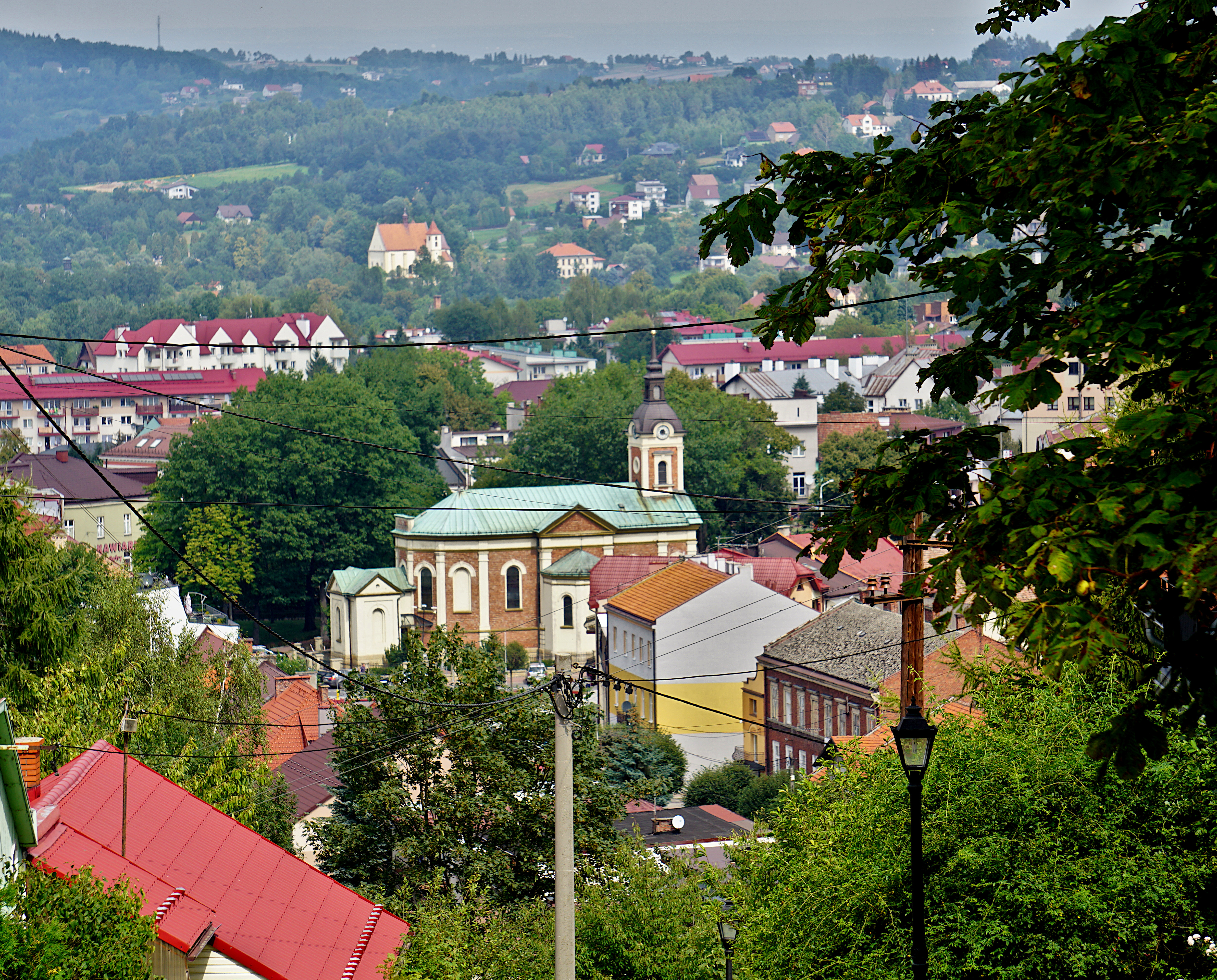
Blick auf Kalwaria Zebrzydowska

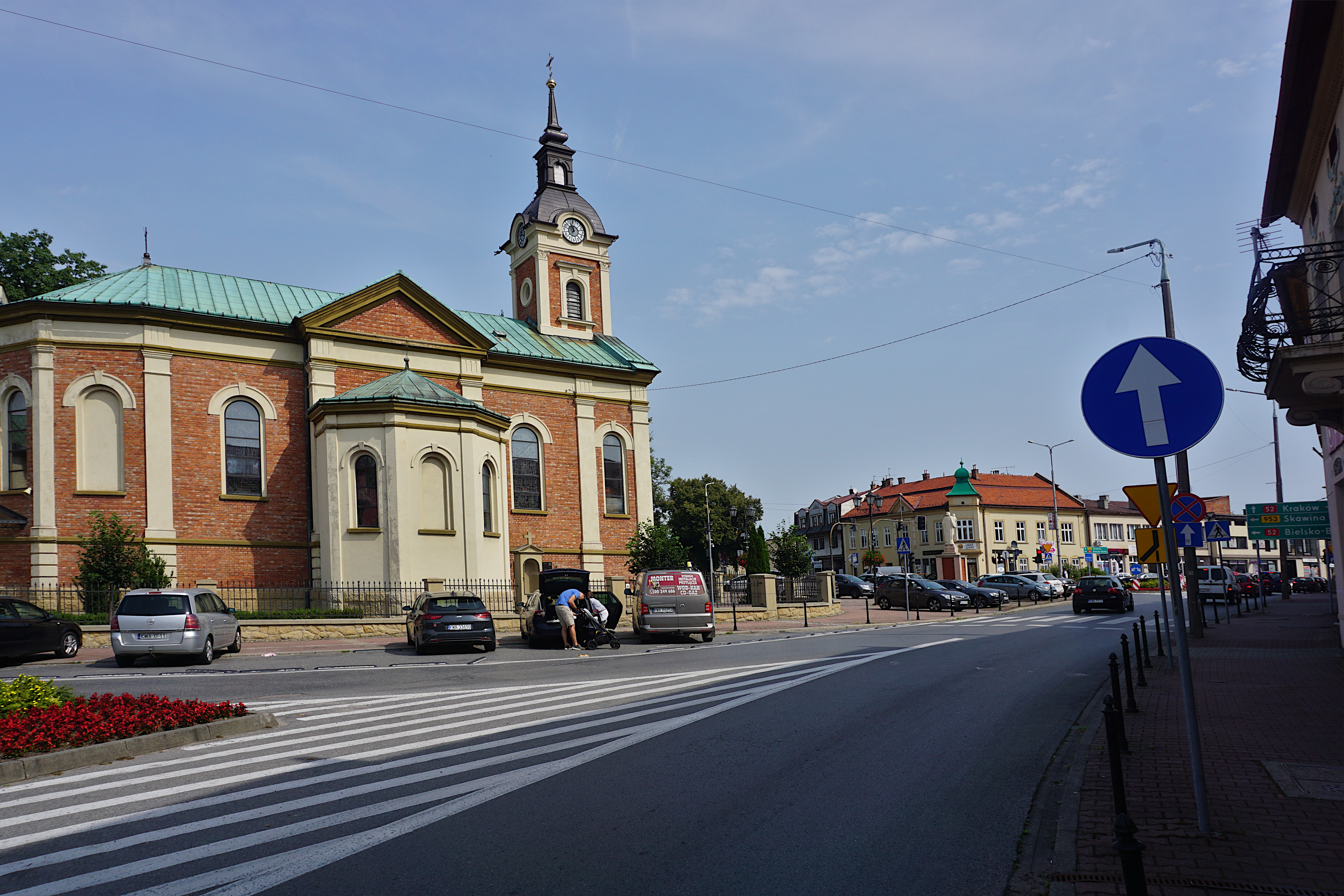
Am Ring in Kalwaria Zebrzydowska

Kalwaria Zebrzydowska (früher Kalwarya) ist eine Kleinstadt im Powiat Wadowicki der Woiwodschaft Kleinpolen am Rande der Beskiden im Süden Polens mit etwa 4600 Einwohnern. Sie ist Sitz der gleichnamigen Stadt-und-Land-Gemeinde mit etwa 20.000 Einwohnern.

## Geschichte
Kalwaria Zebrzydowska verdankt seine Gründung dem Krakauer Woiwoden Mikołaj Zebrzydowski. Im Jahre 1600 ließ er auf dem Berg Zarek eine kleine Heilig-Kreuz-Kirche nach dem Vorbild der Golgota-Kapelle zu Jerusalem bauen. Er glaubte in der Gegend eine Ähnlichkeit mit Jerusalem auszumachen. Zuerst wurden das Bernhardinerkloster und eine Kirche errichtet. Später entstanden weitere von Jerusalem inspirierte Objekte. Einer der Berge wurde zu Golgota, ein anderer zum Ölberg und der Fluss Skawinka im örtlichen Lauf zum Bach Cedron umbenannt. Die 40 Kapellen liegen malerisch auf den umliegenden Hügeln und im Cedron-Tal verstreut. In der Karwoche finden hier die berühmten Passionsspiele mit Hunderttausenden von Menschen statt. Zebrzydowa erhielt 1617 das Stadtrecht. Während der Ersten Teilung Polens 1772 wurde der Ort Teil Österreichs.
1884 wurde der Ort an das Schienennetz angeschlossen, verlor allerdings einige Jahre später, 1896, sein Stadtrecht. Dieses erhielt er 1934 wieder. Am 5. März 1912 erhielt der Ort seinen Namenszusatz Zebrzydowska zur Unterscheidung von mehreren gleichnamigen Orten.
Um 1942 bestand im Kloster der Barmherzigen Brüder in Kalwaria Zebrzydowska eine Heilanstalt.
Bis 1950 verfügte das Städtchen nur über 128 Hektar und umfasste nicht mehr als das heutige enge Zentrum sowie die Kloster. In diesem Jahr wurden große Teile der Dörfer Brody (am linken Ufer des Flusses Skawinka) und Zebrzydowice eingemeindet.
Während einer Verwaltungsreform wurde der Ort 1975 Teil der Woiwodschaft Bielsko-Biała. Seit einer erneuten Reform 1999 ist der Ort Teil der Woiwodschaft Kleinpolen.

## Gemeinde
Zur Stadt-und-Land-Gemeinde (gmina miejsko-wiejska) gehören neben der Stadt Kalwaria Zebrzydowska 13 Dörfer mit Schulzenämtern.

### Städte- und Gemeindepartnerschaften
- Hameln, Niedersachsen, seit 2001
- Levoča (Slowakei)
- Bisceglie, Apulien (Italien)

## Sehenswürdigkeiten

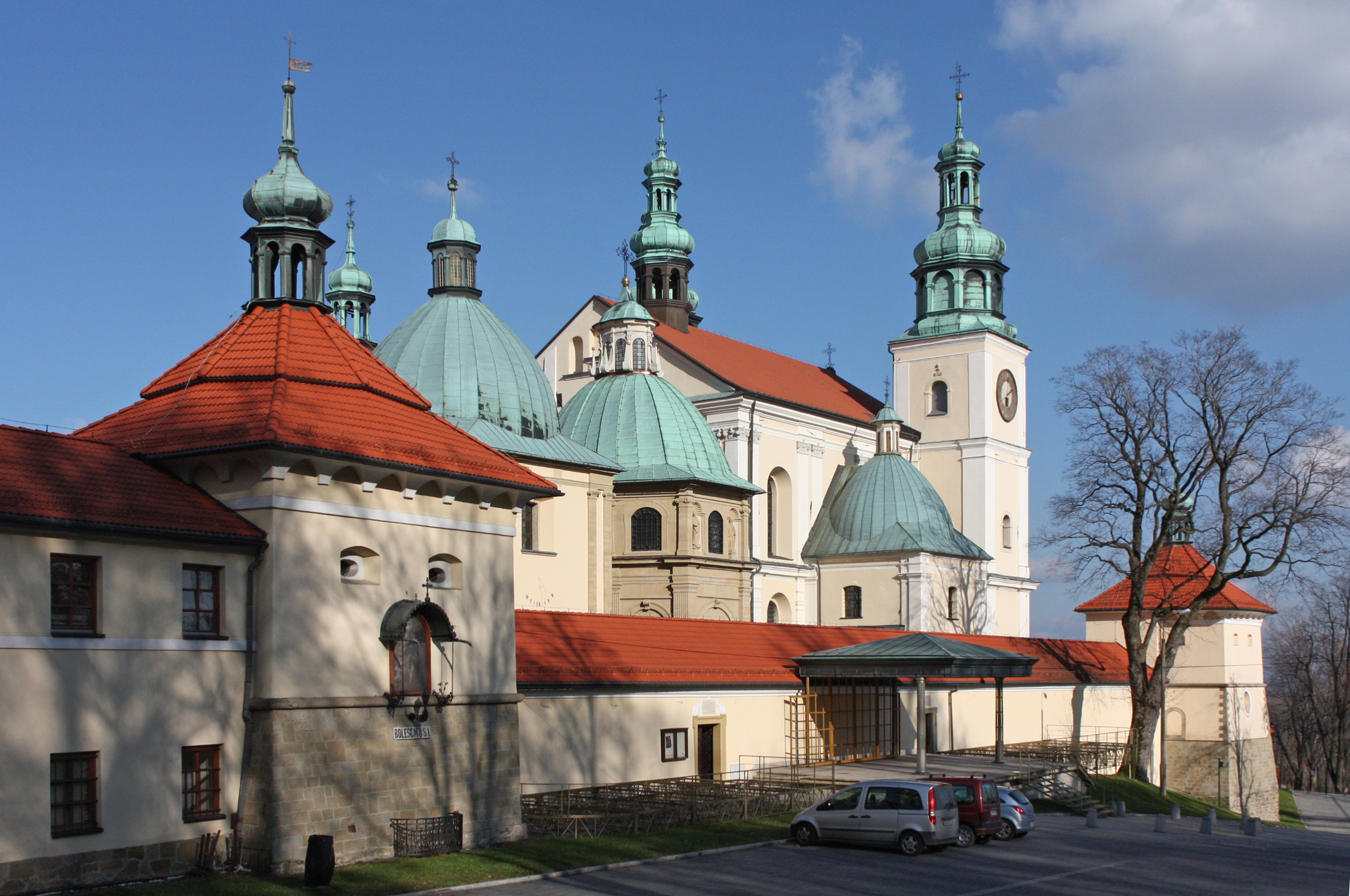
Basilika und Kloster (UNESCO-Welterbe)

- Kalvarienberg und Bernhardiner-Kloster (Bild s. u.), das 1999 in das Weltkulturerbe der UNESCO aufgenommen wurde.

## Söhne und Töchter der Ortschaft
- Antoni Banaś (1873–1936), polnisch-österreichischer Politiker, Bezirksrichter und Gutsbesitzer